# Immaturi (singolo)
Immaturi è un brano musicale del cantautore italiano Alex Britti, pubblicato il 7 gennaio 2011 come primo singolo dalla sua prima raccolta Best Of. Il brano è noto in Italia per essere la colonna sonora dell'omonimo film diretto da Paolo Genovese, uscito nelle sale cinematografiche il 21 gennaio 2011 e distribuita da Medusa.
Il brano è stato candidato come miglior canzone originale ai David di Donatello 2011 e ai Nastri d'argento 2011.

## Il brano
Ispirato alla pellicola di Paolo Genovese, il brano parla dei quarantenni di oggi: uomini e donne che non hanno molta voglia di diventare grandi, ancorati appunto a una strana forma d'immaturità: si trovano alle prese con una vita che li lascia un po' con l'amaro in bocca, che li pone davanti a molti problemi che spesso è difficile affrontare e li mette alle strette anche con troppa facilità. La frase che meglio rende l'idea di tutto ciò che il film e la canzone vogliono raccontare è quella dell'ultima strofa con cui si conclude il brano: «Adulti di nascosto, ma che forse adulti non saremo mai»

## Tracce
Download digitale
1. Immaturi - 2:52

## Video musicale
Nel videoclip, realizzato dal regista Cosimo Alemà, compaiono come protagonisti, oltre ad Alex Britti alla voce e chitarra, gli attori che recitano anche nella pellicola: un'inedita Ambra Angiolini, nei panni della batterista, Luca Bizzarri alle tastiere, Paolo Kessisoglu al basso, Ricky Memphis alle percussioni, Barbora Bobuľová e Anita Caprioli ai cori.

## Classifiche
| Classifica (2011) | Posizione massima |
| ----------------- | ----------------- |
| Italia            | 20                |